# Greg Clark (1972–2021)
Greg Clark (7 kwietnia 1972 – 7 lipca 2021) był amerykańskim zawodowym zawodnikiem futbolu amerykańskiego, który grał na pozycji silnego końcowego (Tight end) dla San Francisco 49ers w National Football League (NFL). Został wybrany przez 49ers w trzeciej rundzie NFL Draft 1997.

## Kariera
Clark, mierzący 196 cm i ważący 115 kg, silny końcowy ze Stanford University, grał przez 5 sezonów w National Football League, dla San Francisco 49ers od 1997 do 2001 roku. Był powszechnie uznawany za jednego z najlepszych blokujących silnych końcowych w NFL. Kontuzje zmusiły go do rezygnacji z dalszej kariery sportowej. 
Potencjał zawodnika dostrzegł na Uniwersytecie Stanforda Bill Walsh, po tym, jak Clark został wybrany do First Team All-American z Ricks College. Clark, podczas pobytu w Stanford, większość swojego rozwoju na pozycji silnego końcowego (tight end), przypisuje swojemu trenerowi Patowi Morrisowi. 
Podczas studiów otrzymał zarówno wyróżnienia sportowe, jak i akademickie. Swoją karierę zawodową zakończył z 92 przyjęciami, 909 zdobytymi jardami i 4 przyłożeniami w sezonie zasadniczym. W dodatku zdobył dwa przyłożenia w meczu play-off w latach 1998-99 z Green Bay, zanim Terrell Owens złapał w ostatniej sekundzie Steve'a Younga, co doprowadziło do pokonania zespołu Packers. Clark został wybrany w 1999 roku do USA Today All-Joe Team.

## Śmierć
Clark zmarł 7 lipca 2021 r. Chociaż oficjalnie nie podano przyczyny, doświadczył on objawów przypominających chroniczną traumatyczną encefalopatię.